# ANUAL
Der ANUAL (Arbeitskreis für Natur- und Umweltschutz Asbacher Land) ist ein eingetragener gemeinnütziger, parteipolitisch unabhängiger Verein, der sich engagiert im Natur- und Umweltschutz im Asbacher Land (Rheinland-Pfalz, nördlicher Westerwald, Landkreis Neuwied). Er besteht seit 1984.

## Mitglieder
Derzeit hat der Arbeitskreis 512 Mitglieder (Stand: Juli 2020) und ist somit der größte Naturschutzverein im nördlichen Rheinland-Pfalz.
Die Mitglieder werden in Infobriefen zweimal im Jahr über die Aktivitäten des ANUAL informiert. Außerdem werden für alle Interessierten regelmäßig Mitgliederversammlungen sowie Informationsveranstaltungen angeboten, auf denen neue Vorhaben und Routinearbeiten koordiniert und geplant werden können.

## Ziele
- Zusammenarbeit mit überregionalen Umweltschutzverbänden.
- Unterstützung und Zusammenarbeit mit den Behörden im Bereich der Verbandsgemeinde Asbach, bzw. auf Bezirks- und Landesebene in Fragen des Natur- und Umweltschutzes.
- Übernahme von Bachpatenschaften für den Wahler Bach, Pfaffenbach und Köhlershohner Bach.
- Erfassung wichtiger Biotope und Einzelvorkommen von Pflanzen und Tieren durch Kartierung und fortlaufende Beobachtung sowie deren Schutz durch geeignete Maßnahmen.[1]

Der Arbeitskreis koordiniert in der Verbandsgemeinde Asbach auf eigenen, gepachteten und auf Flächen des Landes Rheinland-Pfalz Nutzungs- und Pflegemaßnahmen, um schützenswerte Biotope zu erhalten und gegebenenfalls zu verbessern.
Die größten Projekte sind der  Steinbruch Hinterplag, der Steinbruch Bennau sowie die Heidelandschaft Buchholzer Moor.

## Schriften
Folgende Schriften wurden bislang in der Reihe „Naturschutz in der VG-Asbach“ veröffentlicht:
- 2002 Schützenswerte Gebiete, Tiere und Pflanzen unserer Heimat (ISSN 1863-2688)
- 2005 Hinterplag – ein Steinbruch erzählt
- 2008 Buchholzer Moor – eine Heidelandschaft entsteht